# John Mackenzie-Rogan

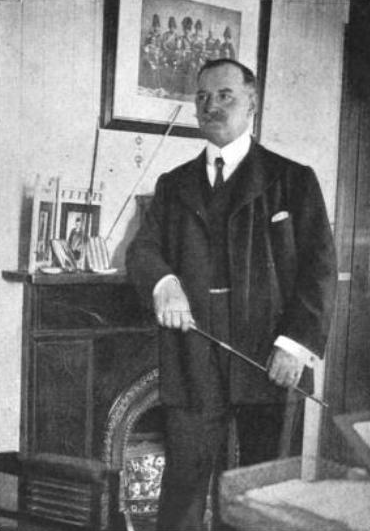

John Mackenzie-Rogan (ook: MacKenzie Rogan) CVO (Hunny Hill, Isle of Wight, 27 april 1855 – South Croydon, 11 februari 1932) was een Brits componist en militaire kapelmeester.

## Levensloop
Mackenzie-Rogan studeerde vanaf 1880 aan de Royal Military School of Music "Kneller Hall" in Twickenham. Na het behalen van zijn diploma's werd hij in 1882 militaire kapelmeester bij de 2nd Battalion the Queen’s Royal (West Surrey) Regiment Band. In 1896 werd hij als opvolger van Cadwallader Thomas dirigent van de bekende Band of H.M. Coldstream Guards in Londen. In deze hoedanigheid was hij eveneens Senior director voor de muziekkapellen van de Garde en dirigeerde de verenigde Gardemuziekkapellen tijdens de uitvaart van koningin Victoria van het Verenigd Koninkrijk, de kroningsfeestelijkheden en de begrafenis van koning Eduard VII van het Verenigd Koninkrijk en de kroning van koning George V van het Verenigd Koninkrijk. Toen in 1896 een officier van het Coldstream Garderegiment een kopie van het arrangement van Pjotr Iljitsj Tsjaikovski's Ouverture 1812 vanuit Sint-Petersburg meebracht, voerde Mackenzie-Rogan die met de Band of H.M. Coldstream Guards tijdens concerten in heel Engeland uit. Een gast bij een van deze concerten was de bekende dirigent Sir Henry Wood, die de uitvoering zeer waardeerde. De militaire muziekkapel van de Coldstream Guards was de eerste militaire legerkapel die in 1896 een concerttournee in Canada maakte. Zij was eveneens met haar dirigent de eerste gardemuziekkapel die een bezoek aan Frankrijk bracht op uitnodiging van de Franse regering. In maart 1920 ging hij met pensioen. In 1907 werd hij tot eredoctor van de Universiteit van Toronto in Toronto benoemd. Hij was ook Ridder in de Kroonorde van België en officier in de Orde van de Zwarte Ster sinds augustus 1917.
Als componist schreef hij vooral werken voor harmonieorkest, waarvan Bond of Friendship het bekendste is.

## Composities

### Werken voor harmonieorkest
- 1896 Quick march: Moray Firth
- 1904 Fantasia on Melodies of our Indian Empire
- 1906 The Red Feathers
- 1925 Bond of Friendship[7]
- 1929 Festival of Empire - Grand patriotic fantasia
- Braganza, mars - Regimentsmars van het "Queen’s Royal (West Surrey) Regiment" (samen met: S. Gardiner)[8]
- Grand military Tattoo
- King's Men, mars
- Milanollo. The Coldstream March (naar Johann Valentin Hamm)

## Publicaties
- My Military Jubilee, Vintage Light Music, Autumn, 1994, 15 p.
- samen met J.E.B. Seely: Fifty years of army music, London: Methuen & Co Ltd, 1926, 255 p.